# Hidronefrosis

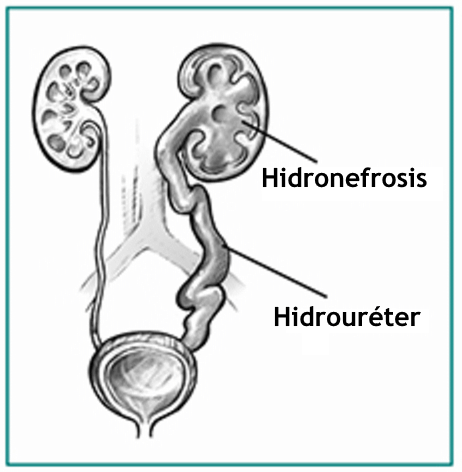
Esquema en el que se representa hidronefrosis y megauréter izquierdos

La hidronefrosis se define como una dilatación del sistema colector renal debida a dificultad para la eliminación de la orina, causada por la existencia de un obstáculo en algún punto del sistema urinario, que puede ser de tipo mecánico o funcional. Se acompaña de atrofia progresiva del parénquima renal. 

## Etiología
Puede deberse a una causa mecánica que origina obstrucción a cualquier nivel de las vías urinarias y dificulta la expulsión de la orina. Menos frecuentemente tiene un origen funcional por mala evacuación de la vejiga urinaria o  bien por reflujo vesicoureteral. 
- Alteraciones mecánicas. Pueden originarse en el riñón, el uréter o la uretra.
  - Riñón. Las causas más habituales son la existencia de un cálculo o litiasis, infecciones, tumoraciones benignas o malignas, y alteraciones congénitas, como la estenosis pieloureteral.
  - Uréter. A nivel del uréter pueden existir malformaciones congénitas, como estrechez, acodaduras o ureteroceles. En la vida adulta las causas más habituales son la existencia de litiasis y compresión por una tumoración abdominal.
  - Uretra. En la uretra pueden existir también alteraciones congénitas que causan obstrucción, como las válvulas uretrales y las estenosis uretrales de otro origen, entre ellas la compresión externa por aumento de tamaño de la próstata.

- Alteraciones funcionales. Las más frecuentes son la vejiga neurogénica y el reflujo vesicoureteral.

## Tipos
La hidronefrosis puede ser congénita cuando está presente en el momento del nacimiento, o adquirida, si se desarrolla en la vida adulta. Según su duración se divide en aguda o crónica. También puede distinguirse entre hidronefrosis unilateral cuando un solo riñón está distendido, o hidronefrosis bilateral cuando ambos riñones están involucrados.
La hidronefrosis unilateral suele estar provocada por lesiones en el riñón o el uréter; la hidronefrosis bilateral se asocia a lesiones situadas en el cuello de la vejiga urinaria o la uretra que impiden la evacuación correcta de la vejiga, como la hiperplasia benigna de próstata y la estenosis del cuello vesical, también por reflujo vesicoureteral bilateral o vejiga de poca capacidad y baja complacencia. Según las estadísticas, la hidronefrosis unilateral es más frecuente que la bilateral.

## Fisiopatología
El incremento de presión causado por acumulación de orina que no puede expulsarse, provoca aumento del tamaño del riñón y reducción del grosor del parénquima renal. Si la situación se mantiene durante mucho tiempo, el riñón se atrofia y pierde su capacidad funcional. Si el obstáculo está en el uréter o la vejiga, el uréter se dilata produciéndose un megaureter.

## Complicaciones
La hidronefrosis puede ocasionar daño permanente en el riñón y originar insuficiencia renal. Otra complicación importante es la aparición de infecciones urinarias repetidas y pielonefritis que agravan más la situación.